# Giorgos Toussas
Giorgos Toussas (griechisch Γιώργος Τούσσας, * 8. September 1954 in Kilada) ist ein griechischer Politiker und ehemaliges Mitglied des Europäischen Parlaments für die Kommunistische Partei Griechenlands, die der Fraktion der Konföderale Fraktion der Vereinigten Europäischen Linken/Nordischen Grünen Linken angehört.
Toussas ist diplomierter Marineingenieur. Er war als Ingenieur in der Handelsmarine tätig und ist Vorsitzender des Gesamtgriechischen Verbands der Marineingenieure und Mitglied des Vorstands des Gesamtgriechischen Seeleuteverbands.
Toussas ist Mitglied des Zentralkomitees der Kommunistischen Partei Griechenlands.

## EU-Parlamentarier
Toussas war von 2004 bis 2014 Mitglied des Europäischen Parlaments. Er war Mitglied der Konföderalen Fraktion der Vereinigten Europäischen Linken/Nordische Grüne Linke, ab 2009 Mitglied des Vorstands der Fraktion.
Er war Mitglied im Ausschuss für Verkehr und Fremdenverkehr, in der Delegation im Gemischten Parlamentarischen Ausschuss EU-Ehemalige Jugoslawische Republik Mazedonien und in der Delegation für die Beziehungen zum Palästinensischen Legislativrat. Als Stellvertreter war er im Ausschuss für Beschäftigung und soziale Angelegenheiten, in der Delegation in der Paritätischen Parlamentarischen Versammlung AKP-EU und in der Delegation in der Parlamentarischen Versammlung der Union für den Mittelmeerraum.